# Mănăstirea Dervent
Mănăstirea Dervent este o mănăstire ortodoxă din România situată în extravilanul satului Canlia, județul Constanța.

## Istoric
În timpul lui Dioclețian (285-305), în Dobrogea (Scythia Minor) au fost martirizați mai mulți creștini: Evagrius, Benignus, Cristus, Sive, Cresto, Arestus, Sinidia, Rufus, Patricius, Zosim, toți acești sfinți fiind consemnați în Acta Sanctorum, fără a se menționa însă locul martiriului lor. Nu departe de Dervent, în cetatea Durostorum (azi în apropiere de orașul bulgar Silistra), au primit mucenicia: Maximus, Quintilianus, Dadas, Iulius, Secondo, Dasius. În această perioadă, pe locul unde acum se află biserica mănăstirii, au fost martirizați patru creștini ale căror nume nu ne sunt cunoscute, păstrându-se însă patru cruci de piatră – anumiți cercetători și istorici considerând că ar putea fi vorba de unii dintre martirii amintiți mai sus.
Tradiția fixează la Dervent o biserică de mănăstire (secolul al XI-lea), distrusă de pecenegi (1036) odată cu cetățile Capidava și Dervent. După Războiul de Independență (1877-1878), crucile au fost redescoperite de către un cioban surdo-mut. Protos. Atanasie Negară a ținut la începutul secolului al XX-lea – pentru o lungă perioadă – o evidență amănunțită a unor presupuse vindecări petrecute la „sfintele cruci nepuse de mână omenească, ci crescute din pământ”. În 1923, episcopul Ilarie Teodorescu al Tomisului a înființat la Dervent o mănăstire pe terenul donat de familia Andreevici și Paraschiva Gheorghiu. În 1934, paraclisul care adăpostea crucile a ars din temelii, icoanele rămânând însă neatinse de foc. În 1936, PS Gherontie al Tomisului a pus piatra de temelie a actualei biserici, ridicată după proiectul arhitectului N. Săndulescu și sfințită pe 13 septembrie 1942, dată la care Elefterie Mihail a fost numit stareț al mănăstirii. În 1959, prin Decretul 410, mănăstirea a fost închisă timp de zece ani. Din 1970 a funcționat ca biserică de mir a satului învecinat, Galița, clădirile care au aparținut mănăstirii fiind folosite de IAS Ostrov până în anul 1990. Pe 2 februarie 1990, părintele Elefterie Mihail primește binecuvântarea de redeschidere a mănăstirii. În același an, pe 12 mai, la vârsta de 90 de ani, renumitul duhovnic dobrogean a murit și a fost înmormântat în partea dreaptă a altarului. 
În apropierea mănăstirii se află cetatea bizantină Păcuiul lui Soare (secolul al X-lea), considerată de către mulți cercetători ca fiind vechea cetate Vicina, din care a fost adus în 1359 la Curtea de Argeș primul mitropolit al Țării Românești, Iachint.